# فوسینی سیسه
فوسینی سیسه (انگلیسی: Fousseyni Cissé؛ زادهٔ ۱۷ ژوئیهٔ ۱۹۸۹) بازیکن فوتبال اهل فرانسه است.
از باشگاه‌هایی که در آن بازی کرده‌است می‌توان به باشگاه فوتبال لو مان و باشگاه فوتبال سیون اشاره کرد.
وی همچنین در تیم ملی فوتبال زیر ۲۰ سال فرانسه بازی کرده‌است.